# 海保 (市原市)
海保（かいほ）は、千葉県市原市の五井地区にある大字。郵便番号は290-0266。

## 概要
千葉県市原市北西部にある五井地区に位置する。町村制施行に伴う町村合併により廃止となった海保村を起源にもつ大字である。字東端の境界上とほぼ一致する形で館山自動車道が通っており、市原サービスエリア（下り）が設置されている。
2021年（令和3年）在、海保には（おおむね北部から）「中谷」「中郷」「上郷」「南和」の4つの町会が組織されている。

## 地理
南北に長い領域を有する。北部は養老川流域の平地、南部は丘陵地である。

### 隣接町丁字
北は柏原・廿五里・町田、東は今富、南は立野・豊成、南西に泉台・片又木、西に畑木と接している。

### 地価
2000年（平成12年）1月1日現在の国土交通省地価公示によると、海保字堰上1632番2で8,000円/m2である。なお、これ以降は海保における国土交通省による地価公示は行われていない。

## 歴史

### 前近代
海保一帯は、古代に上海上国造（上菟上国造）の中心地のひとつであったといい、海保大塚古墳（姉崎古墳群の一つ）がある。その領域は律令制のもとで海上郡へと編成された。

#### 中世の海北郡と「海保」
律令郡制が崩壊すると、海上郡は海北郡（海保郡）・佐是郡・真野郡（馬野郡）といった中世的郡単位へと細分化された。海北郡の範囲ははっきりしないが、養老川以西、馬立以北で、東は姉崎に至る地域との説がある。姉崎を含む市原市西北部一帯を真野郡（馬野郡）とする見方があり、この場合はおおむね海北郡の西に真野郡、南に佐是郡が位置していたことになる。
『千葉県市原郡誌』では、海上郡が南北に分かれて海北郡と「海南郡」となったことを想定するが、史料上「海南郡」という名称の使用例は確認できない。『日本歴史地名大系』は、位置関係からすれば馬野郡か佐是郡がそれ（「海南郡」）にあたるか、とする。『角川日本地名大辞典』は『千葉県地名変遷総覧』を引き、「海南郡と称されるべき地域が佐是郡になった」という見解を紹介する。
海保という地名は、一説に海北（かいほ）が転じたものという。また一説に、古代海上郡内に「海上保」が置かれ、のちに「上」が省かれたという説もある。この一帯を指す地名として「海保荘」・「海保郡」も用いられた。
なお、地内には公家台（くげんで）という小字があり、当地の領主の居城（海保城）であったと伝えられている。
江戸時代初期、海上郡に端を発する諸郡（海北郡・佐是郡）と、古代市原郡に端を発する諸郡（市東郡・市西郡）が「市原郡」としてまとめられた。

#### 近世の海保村
「海保村」について、1594年（文禄3年）の「石高覚帳」では「海宝村」とあり、村高1042石とある。江戸時代初期には姉崎藩領となり、松平忠昌・松平直政兄弟が領主となった。この関係で、森厳寺には兄弟の父・結城秀康の位牌が納められている。その後は幕府領・旗本領の相給の地として領主が交代した。
「元禄郷帳」では837石、「天保郷帳」・「旧領旧高取調帳」では899石とある。他村よりも土地が高い場所にあったため養老川の水を利用できず、村内に10か所の堰を設けて農業用水とした。

### 近代

#### 明治初年から町村制施行まで
大政奉還後の1867年（明治元年）、当地は菊間藩領となる。1871年（明治4年）に廃藩置県により菊間県、同年末には府県統合によって木更津県所属となり、1873年（明治6年）6月に千葉県が発足するとその所属となった。同年7月、大区小区制のもとで千葉県第5大区の管轄となった。1874年（明治7年）、森厳寺に海保小学校が開校した。1878年（明治11年）には郡区町村編成法のもとで市原郡役所の管轄地域となった。

#### 町村制施行以後
1889年（明治22年）の町村制施行に伴い、廿五里村・野毛村・町田村・海保村・島野村・飯沼村の6か村が合併して東海村が発足し、「海保」はその大字となった。

### 現代
南部の「南和」地区一帯はかつて手入れの行き届いた里山があったが、20世紀末には荒廃した状況になっていた。21世紀に入ると開発が行われ、残土で埋められた谷にソーラー発電所が造成された。また、大規模な物流団地が造成されている。

### 年表
年表は以下の通りである。
- 1867年（明治元年） - 菊間藩領となる。
- 1871年（明治4年） - 木更津県の所属となる。
- 1873年（明治6年） - 千葉県の所属となる。
- 1874年（明治7年）3月2日 - 海保小学校（森厳寺）が開校する。
- 1889年（明治22年）
  - 3月31日 - 町村制施行に伴い東海村の大字となる。
  - 12月 - 海保小学校が東海尋常小学校の海保分校となる。
- 1954年（昭和29年）11月3日 - 町村合併により五井町の大字となる。
- 1963年（昭和38年）5月1日 - 町合併により市原市の大字となる。
- 2018年（平成30年）5月27日 - 字廣作、字東竹谷の全部並びに字下谷、字鍋沢、字杭山、字 小谷作、字西竹谷、字大塚、字堰向、字舟子、字天神房、字大西及び字舟子根の各一部を対象として海保地区都市計画が策定される[29]。
- 2019年（平成31年）4月26日 - 海保における物流センター等建設のための森林開発が認可[30]。

## 世帯数と人口

### 現在
2023年（令和5年）4月1日現在の世帯数と人口に関する情報は以下の通りである。
| 町丁字 | 世帯数  | 総数  | 若年 | 若年  | 生産年齢 | 生産年齢 | 老年  | 老年   | 世帯人員 |
| ------ | ------- | ----- | ---- | ----- | -------- | -------- | ----- | ------ | -------- |
| 海保   | 339世帯 | 731人 | 50人 | 6.84% | 370人    | 50.62%   | 311人 | 42.54% | 2.16人   |

### 推移
歴史的に「海保村」あるいは「海保」（現代の「海保」の範囲と一致するとは限らない）の戸数・人口として以下のような数字が挙げられている。
- 1793年（寛政5年） - 家数136（『上総国村高帳』）[25]
- 1886年（明治19年） - 戸数149、人口804（『上総国町村誌』）[31][注釈 4]
- 1891年（明治24年） - 戸数149、人口786[34]
- 1912年（大正元年） - 戸数142、人口947（『千葉県市原郡誌』）[34]
- 1965年（昭和40年） - 世帯数189、人口965[34]

## 通学区域
市立小学校・市立中学校と県立高等学校の通学区域は以下の通りである。
| 町丁字 | 番地 | 小学校             | 中学校             | 高等学校 |
| ------ | ---- | ------------------ | ------------------ | -------- |
| 海保   | 全域 | 市原市立東海小学校 | 市原市立東海中学校 | 第9学区  |

## 施設
- 海保霊園
- コストコホールセール市原物流センター
- 市原サービスエリア※館山自動車道上り線一部・下り線

## 交通

### 鉄道
駅はないが、最寄り駅は姉ケ崎駅である。 ※ただし、駅まで徒歩30分以上かかる

### バス
字内を通過する路線は以下の通りである。
| 運行会社 | 系統     | 運行区間                            | 経由                             | 備考       |
| -------- | -------- | ----------------------------------- | -------------------------------- | ---------- |
| 小湊鐵道 | 姉35系統 | 姉ケ崎駅東口 - コストコ物流センター | 姉崎高校前、帝京大学医療センター | [ 注釈 5 ] |
| 小湊鐵道 | 五06系統 | 五井駅東口 - 帝京大学医療センター   | 京葉高校、松葉                   | [ 注釈 6 ] |

### 道路
高速道路
- 館山自動車道

国道
- 特になし

県道
- 千葉県道13号市原茂原線